# Młudzyn
Młudzyn – wieś w Polsce położona w województwie mazowieckim, w powiecie żuromińskim, w gminie Żuromin. Ma status sołectwa. Leży nad rzeką Wkrą.
Wierni Kościoła rzymskokatolickiego należą do parafii św. Stanisława Biskupa Męczennika w Bieżuniu.
Prywatna wieś szlachecka Młodzyno położona była w drugiej połowie XVI wieku w powiecie sierpeckim województwa płockiego. W latach 1975–1998 miejscowość administracyjnie należała do województwa ciechanowskiego. 
Miejscowości sąsiednie to: Chamsk, Poniatowo, Strzeszewo i Swojęcin.